# ربون، هوکایدو
ربون، هوکایدو (به لاتین: Rebun, Hokkaido) یک منطقهٔ مسکونی در ژاپن است که در هوکایدو واقع شده‌است. ربون ۲٬۶۵۱ نفر جمعیت دارد.